# لئون بولی

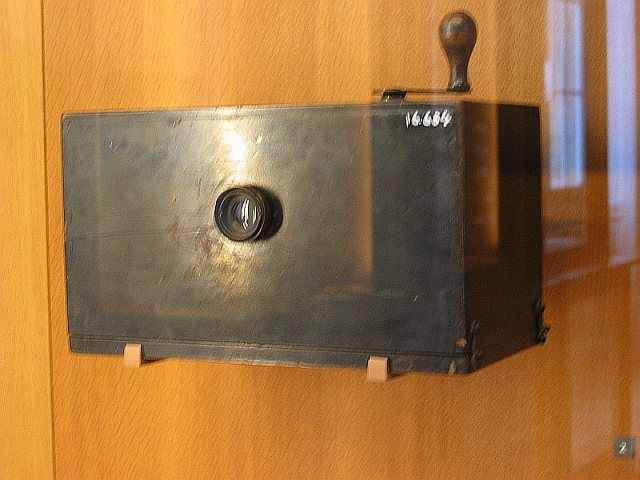
دستگاه بولی

لئون بولی (انگلیسی: Léon Bouly) مخترع فرانسوی است که کلمه سینماتوگراف را وضع کرد. او پس از کار بر روی دستگاه‌های فیلم‌برداری و سینماتوگرافی، دستگاهی دوطرفه عکاسی و نوری، برای تجزیه و تحلیل سنتز حرکت با نام «سینماتوگراف لئون بولی» را در ۱۲ فوریه ۱۸۹۲ به ثبت رساند. در دسامبر ۱۸۹۳، آن را به اختصار «سنماتوگراف» نامید. این دستگاه از آن جهت دوطرفه خوانده می‌شد که می‌توانست هم تصویر بردارد و هم تصاویر ضبط شده را نمایش دهد. این دستگاه از فیلم حساس و بدون سوراخ بهره می‌برد. با این‌همه تمام اصول مورد نیاز فیلم‌برداری در آن فراهم بود. دو نمونه از این دستگاه، در موزه ملی هنر فرانسه نگهداری می‌شود.
در ۱۸۹۴، بولی نتوانست هزینه‌های ثبت اختراع و نام «سینماتوگراف» را بپردازد. بنابراین این نام دوباره در دسترس همه قرار گرفت. برادران لومیر نام را خریدند و بر دستگاهی که خودشان در ۱۸۹۵ ساختند، نهادند.